# じみへんっ!!〜地味子を変えちゃう純異性交遊〜
『じみへんっ!!〜地味子を変えちゃう純異性交遊〜』（じみへんっ じみこをかえちゃうじゅんいせいこうゆう）は、いぶろー。による漫画作品。2019年10月4日より『地味子は意外にエロかった』（じみこはいがいにエロかった）のタイトルで『絶対領域R!』（スクリーモ）にて連載されており、単行本発売時に上記タイトルに改題された。

## あらすじ
営業マンの稜平は部長の命令で社内一の地味子玲奈を誘うと、彼女は別人のようにおめかしして現れる。焦った稜平は思わずラブホの前で誘うような台詞を吐くが玲奈も満更ではなく、二人は熱い夜を共にする。稜平は一夜限りの関係と割り切るが、玲奈は普段参加しない飲み会やBBQなどを利用して距離を詰めてきて、二人は正式に付き合うことになる。

## 登場人物
行橋 玲奈（ゆくはし れな）
声 - 風音
稜平の同僚に当たる事務員の一人。以前から稜平のことが好きだった。
眼鏡をかけており、着ているカーディガンがだぼだぼといった、地味な見た目である。初デートの服装は全てショップに任せたコーディネートである。
どんなことも議理的に考える性格であり、自身の気持ちを話す際に焦ることがある。休みはインドア派。
八谷 稜平（はちや りょうへい）
声 - 河村眞人
営業職の会社員。どんなことも卒なくこなしていくが、少し軽薄な性格。玲奈との交際は肉体関係が始まりだったが後に心からの関係になる。休みはアウトドア派。
関口 梨恵（せきぐち りえ）
声 - 藤咲ウサ
玲奈と稜平の同僚に当たる。玲奈とは正反対であり、明るい見た目かつおしゃれで、誰とでも親しく接する性格。
部長
声 - 七篠響
上司。ゲスく見えるところがあるが、部下への面倒見は良く、憎むこともできない性格でもある。

## 書誌情報
- いぶろー。 『じみへんっ!!』 ブラスト出版〈occupai〉、既刊6巻（2024年2月16日現在）
  1. 『じみへんっ!!〜地味子を変えちゃう純異性交遊〜』、2020年7月18日発売[5]、ISBN 978-4-434-27433-6
  2. 『じみへんっ!!〜地味子がトロける溺愛性交〜』、2021年1月18日発売[6]、ISBN 978-4-434-28170-9
  3. 『じみへんっ!!〜地味子も乱れる絶頂性交〜』、2021年11月18日発売[7]、ISBN 978-4-434-29320-7
  4. 『じみへんっ!!〜地味子に秘密の背徳温泉〜』、2022年11月18日発売[8]、ISBN 978-4-434-30786-7
  5. 『じみへんっ!!〜地味子の健気な濃密求愛〜』、2023年6月18日発売[9]、ISBN 978-4-434-31802-3
  6. 『じみへんっ!!〜地味子の溢れる最愛衝動〜』、2024年2月16日発売[10]、ISBN 978-4-434-32976-0

## テレビアニメ
2021年1月から2月までTOKYO MXにて放送およびComicFestaアニメにて年齢制限のあるプレミアム版が配信された。

### スタッフ
- 原作 - いぶろー。[3]
- 企画・プロデュース - 瀬川章子
- 監督・美術設定 - 石倉礼[3]
- シナリオ - 黒崎エーヨ[3]、石倉礼[3]
- キャラクターデザイン - 黒田和也[3]
- 衣装デザイン - 那須玲奈[3]
- 色彩設計 - わしみ[3]
- 美術監督 - やまだはなこ[3]
- 撮影監督 - 柳田貴志[3]
- 編集 - 新海コウキ[3]
- 音響監督 - えのもとたかひろ[3]
- 音響制作 - スタジオマウス[3]
- プロデューサー - 廣岡駿
- アニメーションプロデューサー - スパイシー三郎
- アニメーション制作 - Studio HōKIBOSHI[3]
- 製作 - 彗星社[3]

### 主題歌
「アフターファイブ・シンデレラ」
葉月さきによる主題歌。作詞はG-zass、作曲・編曲はかねこかずき、ジョーカーサウンズ、小林達矢、監修は小林達矢。

### 各話リスト
| 話数 | サブタイトル                   | コンテ         | 演出       | 作画監督                                                | 総作画監督                 | 初放送日      |
| ---- | ------------------------------ | -------------- | ---------- | ------------------------------------------------------- | -------------------------- | ------------- |
| #1   | 地味子は意外にかわいかった。   | 石倉礼         | 織田美浩   | 八方除 那須玲奈 利根川渡 服部憲知                       | 黒田和也                   | 2021年 1月4日 |
| #2   | 酔っても意外とやれちゃった。   | 石倉礼         | 織田美浩   | アラタハヤト 八方除 服部憲知 櫻井拓郎                   | 黒田和也 牙威格斗          | 1月11日       |
| #3   | 水着は意外に濡れていた。       | 石倉礼         | 本山竜     | 水嶋あさ 大飛龍狂一                                     | 黒田和也                   | 1月18日       |
| #4   | 告られて意外と心がゆれていた。 | わたせとしひろ | 本山竜     | Lee Se Jong                                             | 牙威格斗                   | 1月25日       |
| #5   | マッサージも意外に上手かった。 | 宇渡谷練       | 宇渡谷練   | 權龍像 李承希 水嶋あさ Big Owl                          | 黒田和也 牙威格斗 水嶋あさ | 2月1日        |
| #6   | 仕事中なのに意外と激しかった。 | わたせとしひろ | 黒津口成恵 | 權龍像 李承希                                           | 牙威格斗                   | 2月8日        |
| #7   | 俺って意外にひどかった。       | 石倉礼         | 田貫こうじ | 山村俊了 輿石暁 中山大志                                | 牙威格斗                   | 2月15日       |
| #8   | 地味子に意外と…マジだった。    | 石倉礼         | 田貫こうじ | 森悦史 小川浩司 阿形大輔 たかはしなぎさ 津熊健徳 荻達魚 | 黒田和也 水嶋あさ          | 2月22日       |

### 放送局
| 放送期間                                                                                     | 放送時間                     | 放送局   | 対象地域 | 備考 |
| -------------------------------------------------------------------------------------------- | ---------------------------- | -------- | -------- | ---- |
| 2021年1月4日 - 2月22日                                                                       | 月曜 1:00 - 1:05（日曜深夜） | TOKYO MX | 東京都   |      |
| 放送前週には「新アニメ『じみへんっ!!』特番〜地味子を変えちゃう初出し映像大放出SP！」を放送。 |                              |          |          |      |

インターネットではYouTube、ニコニコ動画にてオンエア版が配信され、ComicFestaアニメでは月曜0時より年齢制限のあるプレミアム版も含めて先行配信される。

### Webラジオ
音泉で配信されるWebラジオ『ComicFesta Radio』の第7弾として、行橋玲奈役の風音と関口梨恵役の藤咲ウサによる『ComicFesta Radio じみへんっ!!〜地味子と関口とリスナーの純異性交遊〜』が2021年1月1日より毎月第1第3金曜日より配信中。
| TOKYO MX 月曜 1:00 - 1:05（日曜深夜） | TOKYO MX 月曜 1:00 - 1:05（日曜深夜）         | TOKYO MX 月曜 1:00 - 1:05（日曜深夜） |
| 前番組                                | 番組名                                        | 次番組                                |
| ------------------------------------- | --------------------------------------------- | ------------------------------------- |
| 大人にゃ恋の仕方がわからねぇ!         | じみへんっ!! 〜地味子を変えちゃう純異性交遊〜 | 黒ギャルになったから親友としてみた。  |